# Lippoldshausen
Lippoldshausen is een dorp en een Ortschaft in de gemeente Hann. Münden in de Landkreis Göttingen in Nedersaksen in Duitsland. 
Lippoldshausen ligt 5 km ten oosten van de stad Hann. Münden, aan de noordoever van de rivier de Werra. De omgeving van het dorp is fraai en rijk aan zeldzame planten en dieren. Mede daarom is in het wapen van het dorp een afbeelding van de orchidee vrouwenschoentje aanwezig.
Het wordt voor het eerst vermeld in een oorkonde uit 1263 waarin een schenking aan het klooster in Pöhlde wordt gememoreerd.
De evangelisch-lutherse dorpskerk is gebouwd in het begin van de dertiende eeuw. Uit die tijd resteert nog de toren. Het schip is van latere datum (1753). In de kerk bevinden zich laat-middeleeuwse fresco's, waarschijnlijk te dateren in 1444.

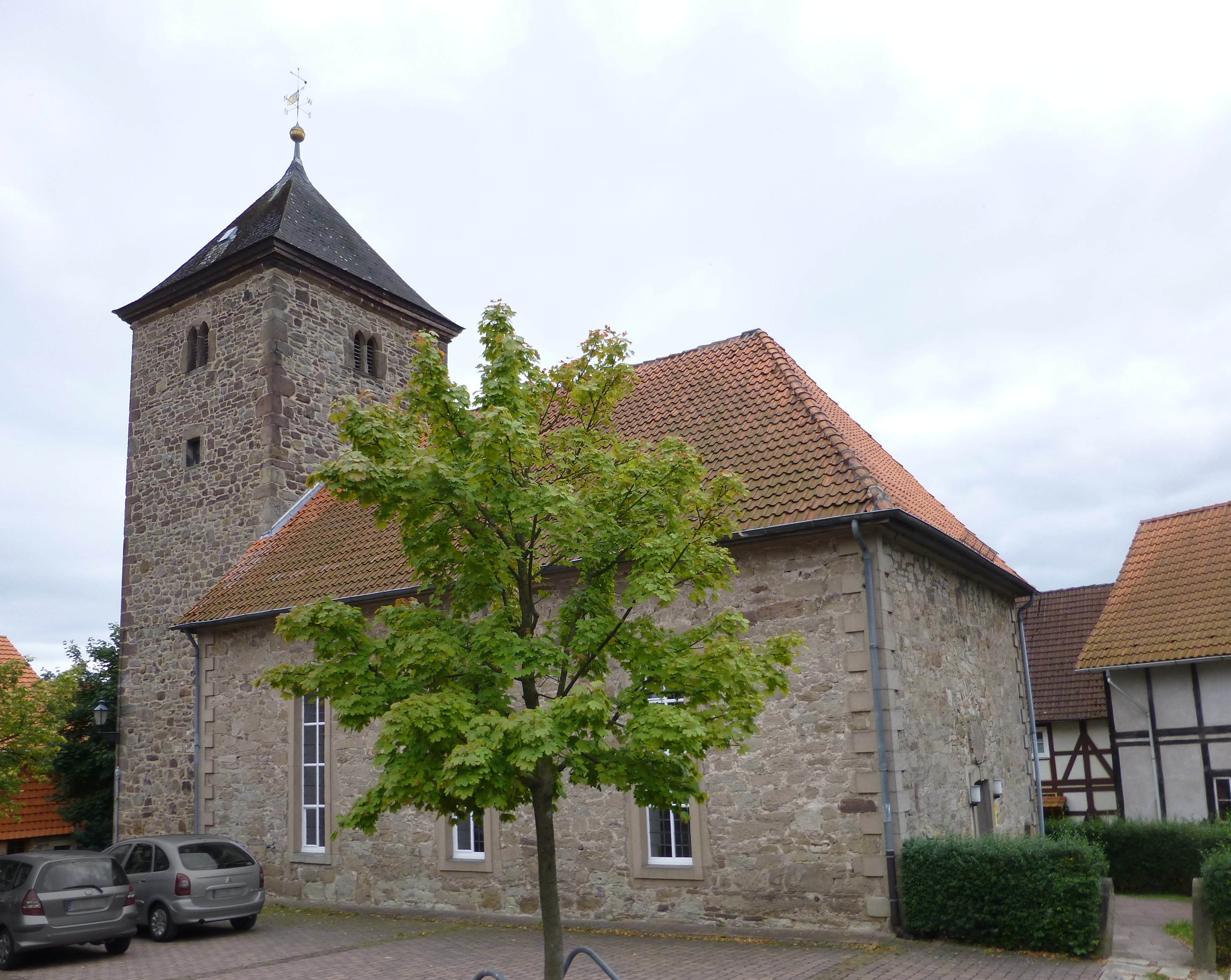
Dorpskerk
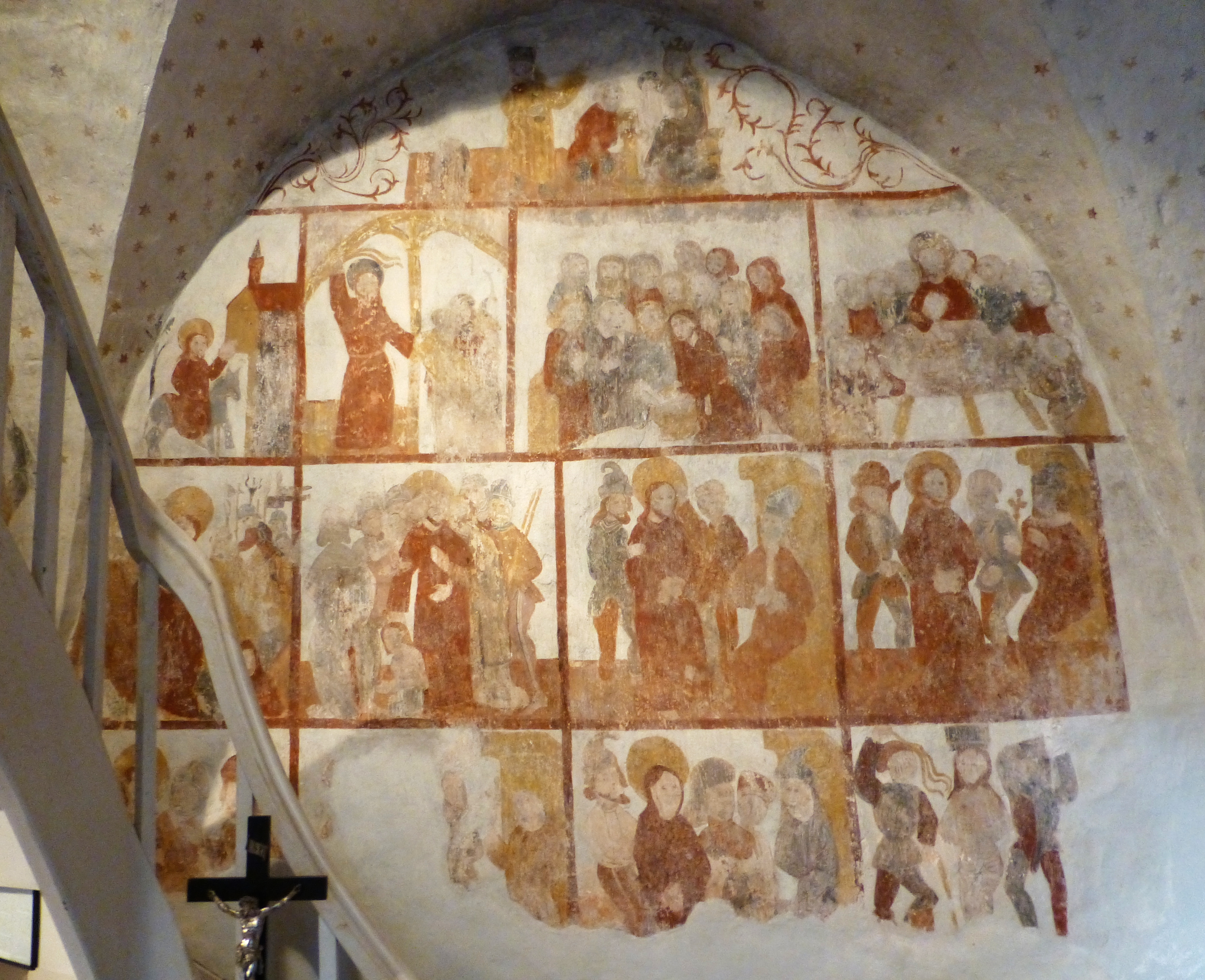
Laat-middeleeuwse fresco's in dit kerkgebouw

- Virtual International Authority File: 235248944